# Gare de Grand'Combe-La Pise
La gare de Grand'Combe-La Pise est une gare ferroviaire française de la ligne de Saint-Germain-des-Fossés à Nîmes-Courbessac (également appelée Ligne des Cévennes), située à proximité du centre ville de La Grand-Combe, dans le département du Gard en région Occitanie.
Elle est mise en service en 1841 par la Compagnie des Mines de la Grand'Combe et des chemins de fer du Gard. C'est une gare de la Société nationale des chemins de fer français (SNCF), desservie des trains TER Occitanie.

## Situation ferroviaire
Établie à 188 m, la gare de Grand'Combe-La Pise est située au point kilométrique (PK) 660,599 de la ligne de Saint-Germain-des-Fossés à Nîmes-Courbessac entre les gares de La Levade et d'Alès.

## Histoire
La gare de Grand'Combe-La Pise figure dans la nomenclature 1911 des gares, stations et haltes, de la Compagnie des chemins de fer de Paris à Lyon et à la Méditerranée. Elle porte le no 14 de la ligne de Moret-Les-Sablons à Nîmes (9e section). Elle dispose du service complet de la grande vitesse (GV), « à l'exclusion des chevaux chargés dans des wagons-écuries s'ouvrant en bout et des voitures à 4 roues, à deux fonds et à deux banquettes dans l'intérieur, omnibus, diligences, etc. »  et du service complet de la petite vitesse (PV) avec la même limitation.

## Fréquentation
Selon les estimations de la SNCF, la fréquentation annuelle de la gare figure dans le tableau ci-dessous.
| Année               | 2015   | 2016   | 2017   | 2018   | 2019   | 2020   | 2021   | 2022   | 2023   |
| ------------------- | ------ | ------ | ------ | ------ | ------ | ------ | ------ | ------ | ------ |
| Nombre de voyageurs | 19 051 | 24 681 | 24 853 | 19 328 | 18 485 | 14 586 | 22 005 | 28 946 | 36 406 |

## Service des voyageurs

### Accueil

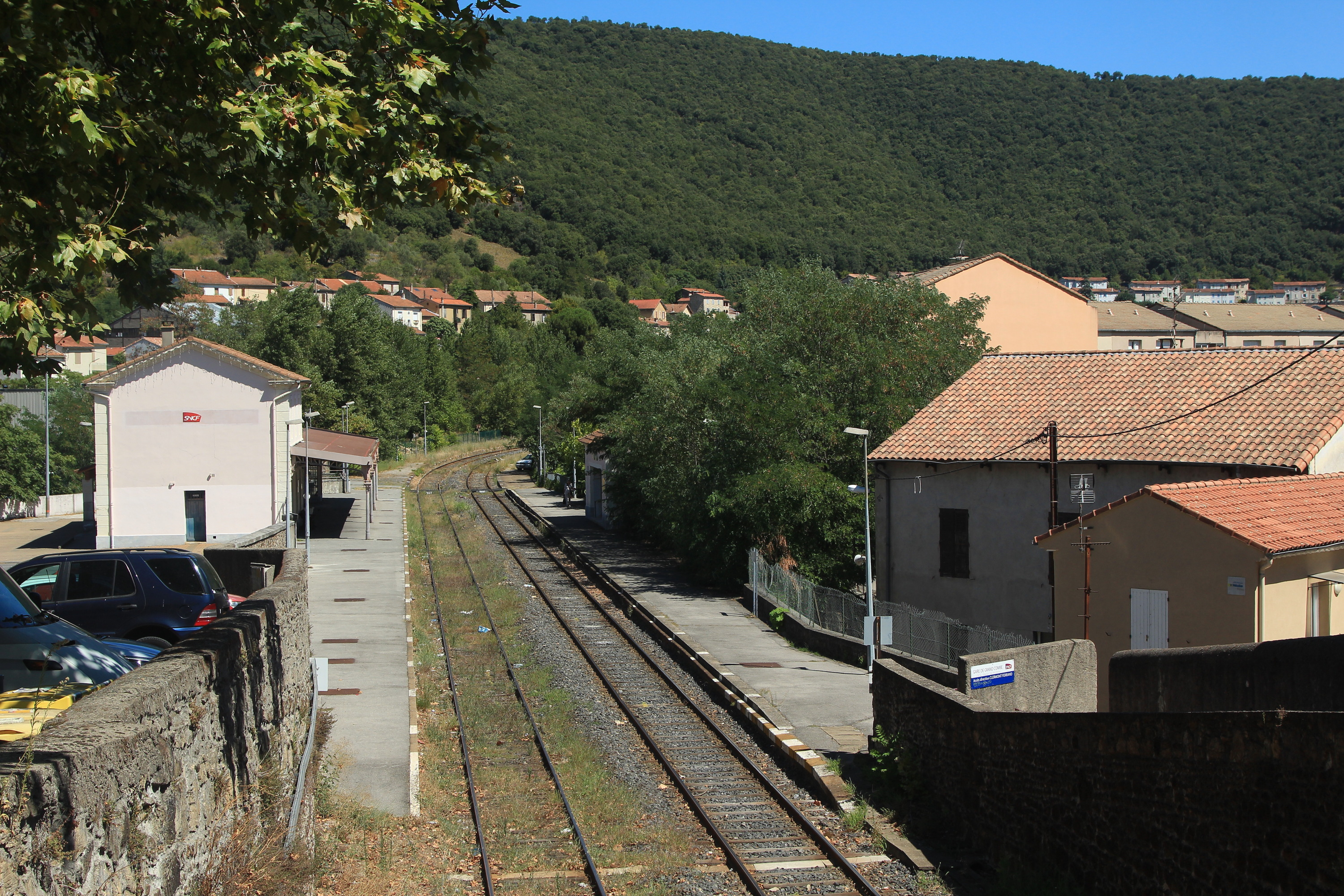
Vue d'ensemble de la gare, en direction de Nîmes.

Gare SNCF, elle dispose d'un bâtiment voyageurs ouvert tous les jours, avec guichet ouvert du lundi au vendredi.

### Desserte
Grand'Combe-La Pise est desservie par les trains TER Occitanie qui circulent entre Nîmes et Génolhac. Au-delà de Génolhac, certains trains sont prolongés ou amorcés jusqu'en gare de La Bastide - Saint-Laurent-les-Bains, Langogne, Clermont-Ferrand, Mende ou Marvejols.

### Intermodalité
Un parking y est aménagé. 